# Палаца Алта (Козенца)
Палаца Алта је насеље у Италији у округу Козенца, региону Калабрија.
Према процени из 2011. у насељу је живело 128 становника. Насеље се налази на надморској висини од 119 м.